# Vittorio Corona (pittore)
Vittorio Corona (Palermo, 1º gennaio 1901 – Roma, 5 ottobre 1966) è stato un pittore italiano.

## Biografia
Inizia a formarsi nel 1913 frequentando lo studio di Giovanni Varvaro, cugino della madre. Inizia subito a dipingere con grande passione e apprende il mestiere di pittore. In poco tempo viene introdotto nei circoli artistici della città, dove conosce, tra gli altri artisti, Pippo Rizzo primo esponente del futurismo siciliano. L'esposizione delle sue prime opere si tiene presso il Circolo artistico "Associazione della Stampa di Palermo".

### L'Accademia di Belle Arti
Frequenta fino al 1922 l'Accademia di Belle Arti di Palermo, conseguendo anche l'abilitazione di insegnante in disegno. Organizza una piccola mostra personale a Villa Gallidoro di Palermo.
Nel 1922 partecipa alla I Esposizione Giovanile, promossa dalla Permanente di Belle Arti di Palermo, con Madonna in Festa, Danzatrici, Tentazione+preghiera e altre. È premiato con medaglia d'argento per Danzatrici. Ottiene la medaglia d'oro alla Rassegna di arti figurative di Messina. Nel 1924 partecipa alla Mostra dei Giovani Artisti al Teatro Massimo di Palermo con la prima versione de La Caduta delle Stelle, Tumulto, Foemine, Occhio del Navigante Notturno, Divinità terrene. Nel 1925, alla Mostra d'Arte Primaverile Siciliana a Palermo espone la versione definitiva de La Caduta delle Stelle, Testa di Santo Francesco e un certo numero di acquerelli. La Caduta delle Stelle suscita entusiastico e ammirato consenso da parte di Marinetti e Balla.
Conosce Luigia Zamparo, una giovane venuta a trovare la sorella sposata e residente a Palermo. Quando Gigia ritorna in Friuli, il pittore inizia una fitta corrispondenza con lei, comprendente un'innumerevole serie di lettere e crea per lei lettere futuriste decorate su pezzi di stoffa.

### Le prime esposizioni futuriste e il successo di New York
L'8 luglio 1925 si sposa a Manzano (Udine) con Gigia, dalla quale avrà sei figli. Prende parte alla Mostra Collettiva di Villa Gallidoro a Palermo ed espone diverse opere, tra cui Palme e Vegetazione, Isterismo, Raffiche di vento e Ascesa.
Per qualche tempo, lavora a Palermo presso l'Ufficio tecnico di Arredamento Navi della Ducrot, ma presto lascia questo posto per una scuola serale nel comune di Palermo, così da avere più tempo e libertà da dedicare all'arte.

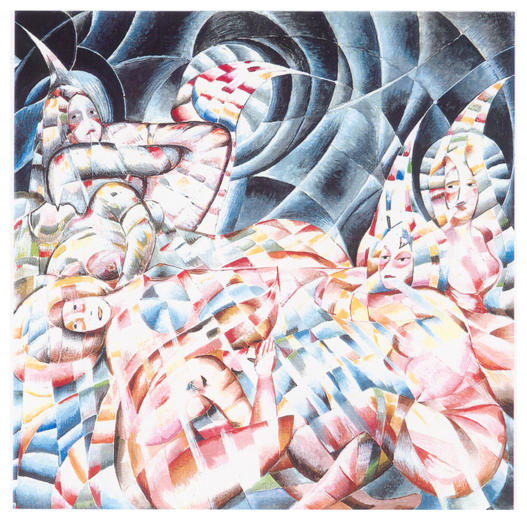
La Caduta delle Stelle

Invitato alla XV Esposizione internazionale d'arte di Venezia del 1926, espone con successo La Caduta delle Stelle e Armature d'amore. Partecipa, nella sezione futurista, alla Mostra Die Abstrakten di Berlino e, ancora con i futuristi, espone a Barcellona varie opere, tra cui Palme e Vegetazione.
Il 1926 segna così la piena collocazione di Corona nel nuovo Futurismo italiano, il cosiddetto "Secondo Futurismo", e la sua attività è molto intensa…”
Negli anni tra il 1927 e il 1930, partecipa alla Grande Mostra di Pittura Futurista di Bologna, alla Quadriennale di Torino, alla Mostra del Futurismo a Genova e alla Mostra d'Arte Futurista Nazionale di Palermo, organizzata dal "Gruppo Futurista Siciliano" al circolo "Il Convegno", dove espone nove opere, tra cui Dinamismo aereo, Il Duce, Marinetti, Aeroplano Tricolore, Il Vulcano e alcuni arazzi eseguiti a mano dalla moglie sulla base di suoi bozzetti.
In questo periodo realizza, anche, Supermarino, svariati bozzetti per oli, per arazzi, per cuscini e partecipa a quasi tutte le mostre sindacali della Sicilia assieme a Varvaro e Rizzo, con cui costituisce il “triangolo siciliano d'avanguardia".
Nel 1928 è invitato alla XVI Esposizione Internazionale d'Arte di Venezia, dove espone Dinamismo Aereo, Onda marina + sirene del mare e alcuni bozzetti nella sala dei Futuristi. Subito dopo, a Taormina, partecipa alla Mostra Internazionale d'Arte Decorativa con Palme e Vegetazione.
Tiene, poi, una mostra personale al Circolo della Stampa nella sua città natale, con oli e acquerelli di ispirazione intimistico-lirica realizzati in Friuli, dove è solito trascorrere l'estate con la famiglia. La mostra riscuote notevole successo e riceve il benestare della critica “tradizionalista”. Viene acquistata in toto (circa 60 opere) da un amatore, che si impegna a inaugurargli una personale a New York. Infatti, qualche mese dopo, giungono al pittore articoli entusiastici sulla sua arte, avendo il compratore organizzato una mostra, come promesso, il 25 marzo 1929 alla Guarino Gallery di New York.

### Gli anni '30 e la II Guerra Mondiale
Insegna decorazione nelle scuole tecnico-artistiche di Palermo dal 1929 al 1933.
A maggio si tiene la II Mostra del Sindacato Artistico Siciliano e le opere esposte sono Onda marina+ sirene del mare, L'Uomo Antidiluviano, Dinamismo aereo, Supermarino, Danzante, Foot-balle disegni. Il 20 dicembre 1929 tiene un'altra mostra personale al Circolo Artistico di Palermo ed espone circa 50 opere, prevalentemente acquerelli. Ha intensi rapporti con Marinetti, Fillia, Balla, Dottori. Nel 1930 partecipa alla XVII Biennale di Venezia (Sala Futurista) esponendo Raffiche, Supermarino, Isterismo.
Nel maggio-giugno 1932, presso la Galleria del Milione di Milano, Corona, insieme a Leo Castro, Manlio Giarrizzo, Guttuso, Alberto Bevilacqua e Domenico Lazzaro è uno tra i sei pittori siciliani in mostra.
La Galleria d'arte moderna di Milano acquista due sue opere.
Lascia Palermo per accettare la cattedra d'insegnamento presso l'Istituto tecnico industriale di Vibo Valentia in Calabria. Invitato, partecipa alla XIX Biennale Internazionale di Venezia, dove espone una china acquerellata: Testa di giovane.
Nonostante ciò, non abbandona mai la sua passione per l'insegnamento e così, nel 1937, accetta una supplenza presso l'Istituto Tecnico Principe di Piemonte di Merano e in seguito trasforma la Scuola d'arte di Acqui Terme in un vero e proprio Istituto d'Arte. È sorprendente la quantità di opere prodotte nei diciotto anni di vita piemontese (oli, disegni, studi, matite, tempere).
I bombardamenti della II Guerra Mondiale distruggono la sua casa di Palermo, insieme con svariate opere futuriste, alcune, delle quali di dimensioni imponenti, vanno perdute.

### Il dopoguerra e l'esperienza del realismo espressionista
Nell'immediato dopoguerra, sempre ad Acqui Terme, si dedica soprattutto alla pittura ad olio, con ritmo intenso e febbrile e le opere realizzate, dal 1946 in poi, sono di forte realismo espressionista. “…Come se tutta l'amarezza di vivere, il tormento, si fossero raggrumati entro la pittura, che rifiuta ora le trasparenze e si fa spessa, a paste alte, dura, spietata, dal colore violento..” 
Negli anni 1950 il pittore intraprende la ricostruzione delle principali opere futuriste, distrutte durante il bombardamento di Palermo, muovendo dagli originari bozzetti e reinterpretandole con una certa libertà, anche nelle dimensioni delle tele. Immerso in un ormai inconsapevole e istintivo neo-futurismo, realizza anche le opere che mai erano approdate agli oli e di cui conservava gli abbozzi d'epoca.
Nel 1954 tiene una mostra personale presso il Salone Grande Albergo Nuove Terme di Acqui, comprendente circa trecento opere (oli, tempere, acquerelli, disegni).

### L'ultimo decennio romano
Nel 1956 è a Roma come insegnante titolare della Scuola d'Arte, poi Istituto, di Marino Laziale. Partecipa sporadicamente a qualche rassegna d'arte.
Il 12 giugno 1956 tiene una mostra personale alla Galleria in Via del Vantaggio, con la calda e sincera presentazione di Renato Guttuso, suo antico compagno d'arte, ed espone una ventina di acquerelli del 1937-1938.
Nel 1958 realizza quattordici oli di grande proporzioni (inediti) che costituiscono l'esito finale della Via Crucis, cui evidentemente tendeva fin dalla primitiva ideazione.
L'anno successivo partecipa alla Mostra del Futurismo, organizzata dall'Ente Premi Palazzo Barberini, Roma, dove espone la nuova versione di Onda marina.
Tra il 1963 e il 1965 una serie di opere d'arte neo-futuriste segnano “un nuovo impegno in modi di tradizione futurista. E i risultati sono appunto di forte accento immaginativo e di elaborazioni molto originali”
La sua ultima grande tela a olio, Elettrocuzione, ispirata all'esecuzione sulla sedia elettrica di Chessman, chiude nel 1966 il percorso artistico del pittore.
I brillanti bagliori dei "Fuochi d'Artificio", metafora futurista della festa della vita, con cui l'artista apre la sua provocatoria avventura artistica, diventano le tristi e sinistre scosse di "Elettrocuzione", metafora neofuturista del dolore e della morte.
Crispolti conclude il suo libro, su Vittorio Corona, affermando che “la sua personalità artistica, inquieta ed anche per certi aspetti disperata, ne esce complessivamente caratterizzata da un modo di tendenza al Futurismo, attraverso il Futurismo”.